# Kasteel Moretushof
Het Kasteel Moretushof is een kasteel in de tot de gemeente Antwerpen behorende plaats Ekeren, gelegen aan Veltwijcklaan 180.

## Geschiedenis
Het kasteel werd gebouwd in 1832 in opdracht van Edouard Moretus Plantin. In 1921 kwam het aan de familie della Faille de Leverghem. In 1967 kwam het in bezit van de Antwerp International School. Vanaf 1975 werden er op het domein enkele bijgebouwen opgericht ten behoeve van deze school.
Het kasteel heeft een rechthoekige plattegrond en werd gebouwd in een laat-classicistische stijl.